# Alice Mossie Brues
Alice Mossie Brues (* 9. Oktober 1913 in Boston, Massachusetts; † 14. Januar 2007 in Louisville, Colorado) war eine US-amerikanische Anthropologin. Sie lehrte an der University of Oklahoma und der University of Colorado.

## Leben
Alice Brues wurde 1913 als Tochter des Entomologen und Harvard-Professors Charles Thomas Brues und dessen Ehefrau Beirne Barrett Brues geboren. 1933 erhielt Brues einen Bachelor in Philosophie und Psychologie am Bryn Mawr College und studierte dann bis zum Master-Abschluss Anthropologie am Radcliffe College. 1940 promovierte sie bei Earnest Hooton an der Harvard University in biologischer Anthropologie. Ihre Dissertation beschäftigte sich mit der Vererbung von Augenfarbe, Statur und Pigmentstörungen.:23
Danach arbeitete sie am Peabody Museum und beriet das US Army Chemical Corps. Gleichzeitig wertete sie mit Hooton anthropometrische Daten von Angehörigen der US Air Force aus, um daraus Rückschlüsse auf Körperform und -statur ziehen zu können. Ihre Analysen sollten helfen, Uniformen und Ausrüstung der Air Force zu verbessern. Das Projekt führte sie bis 1944 unter Wright Field fort und entwickelte unter anderem Atemmasken. Kurz arbeitete sie anschließend für das MIT an Gasmasken.:24 1946 wurde sie wissenschaftliche Mitarbeiterin in der Anatomie der Humanmedizin an der University of Oklahoma. Hier forschte sei vor allem zu den Blutgruppen des AB0-Systems. 1959 besuchte sei den ersten Programmierungskurs, der von der Universität angeboten wurde und nutzte fortan vor allem Computersysteme zur Entwicklung von Simulationsmodellen zu genetischen Veränderungen.:24
Von 1956 bis 1965 war sie Kuratorin für biologische Anthropologie am Stovall Museum in Norman (Oklahoma) und von 1954 bis 1965 Mitglied eines Ausbildungsseminars für Mordermittler. 1960 wurde Brues ordentliche Professorin in der Anatomie an der University of Oklahoma. 1965 war Brues ein Jahr lang Gastprofessorin an der University of Colorado Boulder, bevor sie im darauffolgenden Jahr einen Ruf als ordentliche Professorin an den Fachbereich für Anthropologie erhielt, wo sie bis zu ihrer Emeritierung im Jahr 1984 lehrte und forschte. Vier Jahre lang war sie Mitherausgeberin des American Journal of Physical Anthropology, drei Jahre im Vorstand der American Association of Physical Anthropology (AAPA), Vizepräsidentin der AAPA von 1966 bis 1968 und von 1971 bis 1973 Präsidentin. Sie war Mitglied des Vorstandes des Human Biology Council und 1976/77 dessen Vizepräsidentin. Außerdem war sie von 1972 bis 1975 Mitglied des wissenschaftlichen Beirates des National Institute of Dental Research.

## Schriften
Brues veröffentlichte mehr als 300 wissenschaftliche Artikel und mehrere Bücher, darunter auch People and Races (1977). Das Buch war eines der letzten, das aus der Sicht der biologischen Anthropologie in der Tradition von Carleton Coon geschrieben wurde. Sie beschreibt darin biologische und genetische Unterschiede von Populationen als geographische Phänomene. Bekannt wurde Brues aber schon 1959 mit ihrem Essay The Spearman and the Archer. Darin beschreibt sie, wie eine unterschiedliche Körperstatur den Gebrauch von Waffen prägte. So nutzen muskulär stark ausgebildete Menschen vor allem Knüppel, schmalere eher Speere und breite Körpertypen mit kurzen Körpergliedern eher Pfeil und Bogen. Die Arbeit war eine der ersten, die versuchte, menschliche Verhaltensweisen auf biologische Merkmale zurückzuführen.:24f. Zu ihren bedeutendsten Büchern gehören:
- Study of anthropometric data. Massachusetts Institute of Technology, Cambridge 1945
- San Simon branch: excavations at Cave Creek and in the San Simon Valley II. skeletal material. Arizona State Museum; University of Arizona, 1946
- mit James Ball Shaeffer: Salvage archaeology in Oklahoma: papers of the Oklahoma archaeological salvage project. University of Wisconsin Press, Madison 1960
- People and races. Macmillan, 1977
- mit James A Brown: The Spiro Ceremonial Center: the archaeology of Arkansas Valley Caddoan culture in eastern Oklahoma. University of Michigan, Ann Arbor 1996

## Auszeichnungen und Ehrungen
Für besondere wissenschaftliche Leistungen erhielt Brues Preise der American Association of Physical Anthropology (AAPA), der Human Biology Association und der American Academy of Forensic Sciences. 